# Ácsán Mahá Bua
Ácsán Mahá Bua (Ban Tat, 1913. augusztus 12. – 2011. január 30.) thai buddhista szerzetes (bhikkhu) volt. A tiszteletreméltő Ácsán Mun Bhuridatta tanítványaként a thai erdei hagyomány egyik nagy mestere volt, akire a tanítványai arahantként tekintettek. Ácsán Thate 1994-ben történt halálát követően Bua volt az erdei hagyományvonalban az új fő szerzetes (ácsán jai). Neves thai zenészek több, mint 200 dalt írtak Buához, illetve az élettörténetéről zenei hangoskönyv is készült.

## Kezdetek
Bua egy Bantat nevű faluban született Thaiföld észak-keleti részén, a laoszi határtól 65 km-re. Egy gazdag rizstermesztő család 16 gyermeke közül volt az egyik. Az akkoriban kötelező három általános osztályon kívül más iskolája nem volt. Legfőbb jellemvonásai a kitartás, a türelem és az elszántság voltak. Kerülte, hogy mások lássák, amikor dolgozik vagy ügyködik valamin. 21 éves volt, amikor a szülei arra kérték, hogy irántuk mutatott tiszteletből egy évszakra álljon szerzetesnek (srámanéra). Vonakodva, de végül eleget tett a szülői kérésnek, amikor belépett a Yothanimit kolostorba (vat), ahol 1934. május 12-én avatták fel. A szerzetesi fogadalmak (lásd még: vinaja, menedékvétel, szangha) megtanulásához illetve betartásához a közvetlen szerzetesi preceptora a tiszteletre méltó Csao Khun Dhammacsédi volt. Tőle kapta a páli Nyánaszampannó szerzetesi nevet, melynek jelentése ‘a bölcsesség birtokosa'. Bua ekkor még egyáltalán nem kívánt élete végéig szerzetesként élni. Csupán a tisztesség érdekelte, amihez elegendő volt két év szerzetesség.
Szerzetesi tanulmányai során hallott a történelmi Buddha különböző születéseiről (Dzsátaka mesék) és az arahant tanítványokról (lásd például: Gautama Buddha tíz legfőbb tanítványa). Először ő is valamelyik mennyországban kívánt újraszületni. Később annyira lenyűgözte őt, amit az arahant tanítványok elértek, hogy elhatározta, hogy ő is addig fogja gyakorolni a dhammát, amíg el nem jut a teljes megszabadulásig. A céljai tehát megváltoztak, nem volt visszaút többé a világi életbe.

## Tanulmányai
Théraváda buddhista szövegeket és páli nyelvet tanult hét éven át, amelyek végeztével elérte a páli tanulmányok hármas fokozatát, illetve a dhamma és a vinaja tanulmányok legmagasabb fokát. Ezt követően kizárólag a dhamma gyakorlatoknak szentelte az életét, és a korának legnevesebb meditációs mestere, a tiszteletreméltó Ácsán Mun oldalán tanult tovább.
Nyánaszampannó nagyon elégedett volt új tanítójával, akiről a következőket mondta: "Most végre megérkeztem az igazi tanítóhoz. Mindent világossá tett számomra, nincs többé kétségem. Most már csak rajtam múlik, hogy igaz legyek vagy valami más. Eltökélt vagyok, hogy igaz legyek!"

## Tanítóként

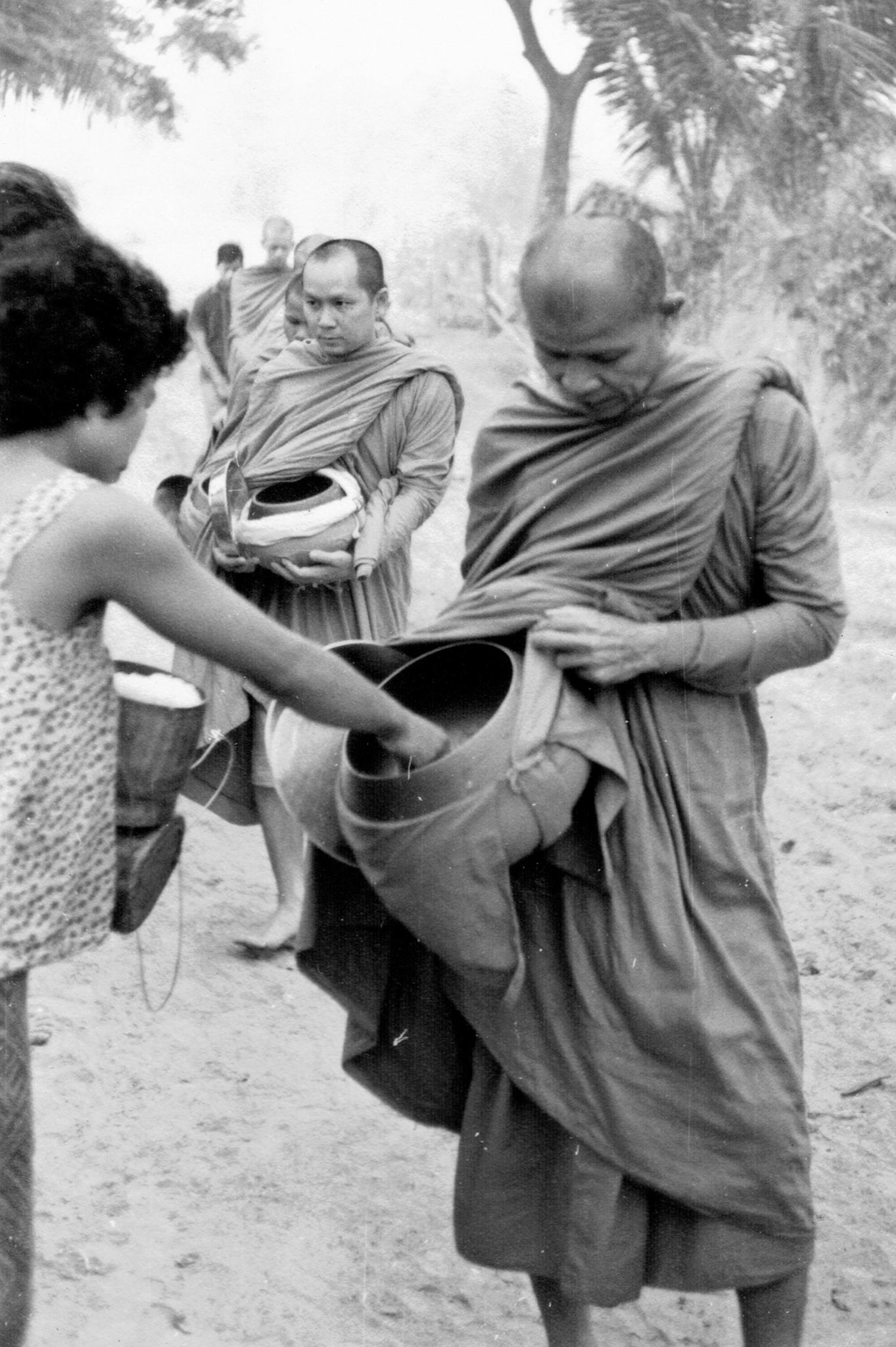
Bua szülőfalujánál az ő vezetésével alamizsna körúton - 1965

Megtanulta a Mun által használt meditációs módszereket, amelyeket azután ő is továbbadott tanítványai és az új szerzetesek számára. Olyan mélyen tisztelte Munt, mint a saját szüleit, és megírta tanára életrajzát és módszereit a következő generációk számára. Végül összesen többszáz könyvet írt thai nyelven, amelyekből csupán néhányat fordítottak le angolra. Kizárólag a buddhista meditációra összpontosít és csak egyetlen szándéka volt a tanítványai számára: a dukkha, azaz a szenvedés megszüntetését elérni. Több ezer beszédet tartott világi embereknek, amelyekből több százat rögzítettek hanganyagként egyházi emberek.
1950-ben, Mun halála után, Bua félreeső helyet keresett magának. A Mukdahan tartománybeli Huéjszai faluba ment, ahol szigorú és komoly tanításokat adott a helyi szerzetesek számára, miközben az erdei szerzetesek életmódja szerint vándoréletmódot folytatott a közeli erdőkben. Az idősödő édesanyja utáni gondoskodás végett visszatért szülőfalujába, és 1955 novemberében hozzálátott, egy a közösség által adományozott földterületen, egy kolostor létrehozásához. A kolostor a Vat Pa Ban Tat nevet kapta, amiről a következőket nyilatkozta: "Ez a kolostor mindig is egy meditációs helyszín volt. A kezdetektől olyan hely volt, amely a tudat fejlesztését volt hivatott szolgálni. Nem engedtem semmilyen más munkálatot, hogy megzavarja a hely nyugalmát. Ha muszáj volt valamit megcsinálni, azt a szabályt hoztam, hogy a szükségesnél ne tartson semmivel sem tovább. Azért tettem, mert a világ és a Dhamma szemében ez egy meditációs templom. Mi meditáló szerzetesek vagyunk. Ezt a munkát a meditáló szerzetes a felavatása napján kapja a preceptorától — teljes egész voltában. Ez az igazi munkája, amely a felavatási szertartásra jutó rövid idő alatti megfelelő formában lett megtanítva — öt meditációs tárgyat memorizálni előre és hátra sorrendben — ez után már az egyéntől függ, hogyan fejleszti és mennyire mélyen. Az elején a szerzetes munkája egyszerűen a következő: késza — haj, lóma — szőr, nakha — köröm, danta — fog, tacsó — bőr. A Dhammát gyakorló szerzeteseknek ez az igazi munkája, ahogyan a Buddha tanította." A környezet rekultivációja miatt a kolostort körülvevő erdőrengeteg ma már a múlté. Csupán a kolostoron belül található erdő maradt meg. Bua Londonban is tartott előadásokat, megalapította a thai gazdaságot elősegítő Help Thai Nation Project elnevezésű adományozási szervezetet, és a thai uralkodók is ellátogattak hozzá.

## Tanításai
Bua úgy vélekedett, hogy amíg az ismerőnek (én) vagy az ismeretnek (az én, aki tud) akár csak egy csírája is jelen van, addig a csitta nem szabad. Ez a csíra jelenti a legnagyobb veszélyt, mert ennek a csábító ragyogása okozza a ragaszkodást. A csittán belül az ismerőnek ez a piciny csírája teszi a csittát veszélyessé, mert nem mentes a szennyeződésektől. Így válhat a legerényesebbnek tűnő dologból valójában hatalmas veszélyforrás. A csittán belül ennek a csírának sok aspektusa van, amelyek közül mind az ismeret tárgyait képezik, ezáltal ki vannak téve a változásnak. A változáskor a csíra ismert aspektusa megszűnik, miközben a helyére új csíra kerül. Ha a csíra helyére az anattát (éntelenség állítjuk, akkor az izgatott csitta lenyugszik, és nem fogja többé érdekelni sem az atta, sem az anatta. Az anatta helyes szemlélete mellett az ismerő és az ismeret csírája is felborul, és ragaszkodás híján teljesen megsemmisül, a nemdutással együtt. A csitta, amely önmagában fényes, tiszta, és éber, a szanszára mesterséges világában összezavarodik, de végső soron a szanszára egyetlen jelensége sem képes elpusztíthatatlani.
Amellett, hogy Bua legfőbbképpen az anatta fölötti meditáció fontosságát hangsúlyozta, fontosnak tartotta még, hogy a kondicionált jelenségek örvényében sodródó csitta végső soron nem elpusztítható, ellentétben a múlandónak tekintendő dukkhával és az anattával. A csitta ugyanis nem a feltételekhez kötött létezés törvénye alá esik. Saját valósága van.
Bua szerint az emberek alapvető problémája az, hogy hamis és téves dolgoknak képzelik magukat, és nem rendelkeznek elégséges erővel ahhoz, hogy az igaz önvalójukat megtalálják. A tudati szennyeződéseik félelmet és aggodalmat szülnek a tudatukban, amelyek azonban nem a csitta részei. Valójában a csitta az összes ilyen dolog felett áll, még a teret és az időt is meghaladja. Azonban a csittát először meg kell tisztítani a klésáktól. A megtisztított csitta a folyamat végén sem tűnik el. Csak a mulandó dolgok tűnnek el, azaz a dukkha és az anatta. A csitta megmarad a saját szilárd talapzatán, teljes egészében leírhatatlan módon. Ezek a fogalmak valamelyest emlékeztetnek a mahájánában használatos Tathágatagarbha hagyományra, jóllehet ott azt feltételezik, hogy a tudat eredendő természete a ragyogó tisztaság. Ehhez képest Bua gondolkodásmódjában a tudat tiszta állapotát mentális és erkölcsi kiműveléssel lehet elérni.